# Ludvík Vaculík
Ludvík Vaculík (Brumov-Bylnice, 1926. július 23. – Dobřichovice, 2015. június 6.) cseh író és újságíró. A morva havasalföldi Brumovban született. Kiemelkedő szamizdat-íróként az 1968. júniusi „Kétezer szó” kiáltvány szerzőjeként ismerték leginkább.

## 1968 előtt
Csehszlovákia elnöke és a kommunista párt vezetője, Antonín Novotný és konzervatív társai az 1967. júniusi hatnapos háború után elkezdtek elnyomóbb megközelítést alkalmazni az értelmiségiekkel és írókkal szemben. A következő hónapban Vaculík, aki akkor még a kommunista párt tagja volt, részt vett az írószövetség negyedik kongresszusán. A kommunista párt tagjai, Pavel Kohout, Ivan Klíma és Milan Kundera, valamint a párton kívüli Václav Havel is jelen volt. Vaculík lázító beszédet mondott, amelyben szükségtelenként elutasította a párt vezető szerepét, és kritizálta korlátozó kultúrpolitikája és a szociális kérdések kezelésének kudarca miatt. Havel felidézte az írótársak vegyes reakcióit Vaculík megjegyzéseire: egyrészt „örültek, hogy valaki igazat mondott… de [örömüket] mérsékelte az a kétely, hogy vajon a politikai szintű közvetlen konfrontáció vezet-e valahová. és attól tartanak, hogy az erőközpont ellentámadását ösztönözheti.” Novotný és támogatói a kongresszus után valóban megpróbálták ellenőrzésük alá vonni az írószövetséget, de nem sikerült. Vaculík és más írók a konferencián elhangzott beszédei – Novotný-ellenességükkel – növelték a szakadékot a konzervatív Novotný hívei és a pártvezetés mérsékeltebb tagjai között, amely megosztottság hozzájárulna Novotný esetleges bukásához.

## A prágai tavasz és a "kétezer szó"
Vaculík a kommunista párt legprogresszívebb tagjai közé tartozott, és ezáltal radikálisabb, mint Alexander Dubček, aki 1968 januárjában lett a párt vezetője. Ezért Vaculík és mások általában úgy érezték, hogy az áprilisi cselekvési program reformja a szükséges minimum, és hogy gyorsan és határozottan végre kell hajtani. Abban a reményben, hogy befolyásolni tudja a választókat a közelgő pártkongresszusi választásokon, Vaculík kiadta a "Kétezer szó a munkásoknak, a gazdáknak, a tudósoknak, a művészeknek és mindenkinek" kiáltványát több jelentős prágai újságban, kiegészítve más közéleti személyiségek aláírásával. A dátum 1968. június 27-e volt, az azt követő napon, hogy az országgyűlés eltörölte az előzetes cenzúrát.
A „Kétezer szóban” Vaculík azt kérte, hogy a nyilvánosság „követelje a hatalmukkal visszaélő emberek lemondását” kritikával, tüntetéssel és sztrájkkal. Aggodalmának adott hangot a reformokkal kapcsolatos „a közelmúltban fennálló aggodalmak miatt is annak a lehetőségének köszönhetően, hogy a külföldi erők” – a Varsói Szerződés szervezetének tagjai – „beavatkozhatnak Csehszlovákia belső fejlődésébe”. Ha ez megtörténik, érvelt Vaculík:
…az egyetlen dolog, amit tehetünk, hogy ragaszkodunk magunkhoz, és nem engedünk semmilyen provokációnak. Biztosíthatjuk kormányunkat – szükség esetén fegyverekkel – mindaddig, amíg megteszi azt, amire felhatalmazást adunk.

### A „kétezer szó” hatása
Az általános mérsékelt hangnem és a marxista–leninista ortodoxia ellenére a „Kétezer szó” cselekvésre szólította fel a közvéleményt katonai beavatkozás esetén, és ezért tagadta a párt vezető szerepét, ahogyan azt Vaculík 1967-es beszéde is tette. Csehszlovákia-szerte népszerű volt mind az értelmiségiek, mind a munkások körében, és népszerűsége csak azután nőtt, hogy a párt hivatalosan elítélte. Ez jelentősen növelte a Szovjetunió aggodalmait is. A „Kétezer szót” követően Leonyid Brezsnyev pártvezetése az 1956-os Magyarországhoz hasonló helyzetet látva használta először az „ellenforradalom” kifejezést a prágai tavasz leírására. Ha ellenforradalom zajlott (és a Szovjetunió egyre inkább hajlamos volt a csehszlovákiai események kategorizálására, mivel más radikálisok továbbra is felléptek, és Dubček nem nyerte el bizalmukat), a Szovjetunió által látott szocializmus veszélybe került, és a Varsói Szerződés csapatainak invázióját, amint az 1968. augusztus 20–21. között meg is történt, indokoltnak ítélték. Az erőszak alkalmazásának elfogadható politikája minden olyan helyen, ahol a szocializmust fenyegetni vélték, Brezsnyev-doktrína néven vált ismertté, és Vaculík „Kétezer szó”-ja pedig szerves lépés volt ennek korai alkalmazása felé.

## Vaculík mint ellenzéki
Gustáv Husák 1969-es hatalomra kerülése és a cenzúra erősödése után Vaculík (ekkor már nem párttag) a csehszlovákiai ellenálló írók körébe tartozott. 1973-ban elindította az Edice Petlice-t (Lakat Kiadás), egy szamizdat sorozatot, amelyet 1979-ig vezetett. Mások saját sorozatukkal követték, annak ellenére, hogy a párt titkosrendőrsége zaklatta őket. Néhány szamizdat szerző, köztük Vaculík is megjelent nyugaton.
A szamizdat szerzők magja végül kidolgozta és aláírta a Charta ’77 alapító dokumentumát; Vaculík részt vett a második tervezési értekezleten 1976 decemberében. 1977. január 6-án Vaculík Havel és Pavel Landovský színésszel együtt megpróbálta elvinni a charta egy példányát a postára, hogy elküldje a csehszlovák kormánynak. Autójukat a párt titkosrendőrsége leállította, és mindhármukat kihallgatásra vitték. Ezt követően más aláírókat is kihallgattak és házkutatást végeztek.
1978 végén azonban Vaculík megjelentette a "Megjegyzések a bátorságról" című cikket, amely segített megadni az alaphangot az alapítókkal szembeni kritikákhoz. Az eredeti aláírók közül a legtöbb a prágai és brünni értelmiséghez tartozott és Vaculík és mások óva intették őket attól, hogy annyira elszigetelődjenek, hogy az átlagpolgárok többé ne tudjanak kapcsolódni a Charta ’77-hez. Kritikája a Charta mitologizálása ellen hatott és biztosította álláspontjának és szerepének folyamatos megbeszélését.

## A kommunizmus után
Vaculík folytatta az írást; a műveire vonatkozó hivatalos tilalmat 1989 végén feloldották. Lidové noviny-ban hetente volt egy rovata, amelyen különféle cseh politikai és kulturális témákkal foglalkozó feuilletonok szerepeltek, csakúgy, mint a kommunizmus idején végzett földalatti munkáiból.

## Halála
Vaculík 88 éves korában természetes halált halt meg 2015. június 6-án Dobřichovicében, ahol fiával élt.

## Könyvei

### Regények
- Rušný dům (1963), önéletrajzi regény a szerző nevelői munkájáról egy bentlakásos fiúiskolában
- Sekyra (1966). The Axe(wd)[32], trans. Marian Sling (Harper & Row, 1973)[33]
- Morčata (Tengerimalacok, 1970). The Guinea Pigs, trans. Kača Poláčková (The Third Press, 1973; Open Letter, 2011)[34][35]
- Český snář (Cseh álmoskönyv, 1980). A Czech Dreambook, trans. Gerald Turner and Jonathan Bolton (Karolinum Press, 2020)[36]
- Milí spolužáci (Kedves osztálytársak, 1995)

### Összeállítások angol nyelven
- A Cup of Coffee with My Interrogator: The Prague Chronicles of Ludvík Vaculík (Egy csésze kávé a vallatómmal: Ludvík Vaculík prágai krónikái), ford. George Theiner (Readers International, 1987)[37][38]

### Esszék
- 1968: "Two Thousand Words to Workers, Farmers, Scientists, Artists, and Everyone"(wd)[39]
- 1983: "On a Plane" (Repülőn), trans. Alex Zucker(wd) (2018)[40]

### Magyarul
- Cseh álmoskönyv (Český snář) – Kalligram, Pozsony, 1998 · ISBN 8071492213 · Fordította: Körtvélyessy Klára · A névmagyarázatokat írta: Fazekas József

## Fordítás
- Ez a szócikk részben vagy egészben  a   Ludvík Vaculík című angol Wikipédia-szócikk fordításán alapul.  Az eredeti cikk szerkesztőit annak laptörténete sorolja fel. Ez a jelzés csupán a megfogalmazás eredetét és a szerzői jogokat jelzi, nem szolgál a cikkben szereplő információk forrásmegjelöléseként.